# Alexandra Verbeek
Alexandra Louise Verbeek (Amstelveen, 4 de junio de 1973) es una deportista neerlandesa que compitió en vela en las clases Laser Radial y 470.
Ganó una medalla de bronce en el Campeonato Mundial de Laser Radial de 1993 y una medalla de bronce en el Campeonato Europeo de 470 de 1999.

## Palmarés internacional
| Campeonato Mundial | Campeonato Mundial       | Campeonato Mundial | Campeonato Mundial |
| Año                | Lugar                    | Medalla            | Clase              |
| ------------------ | ------------------------ | ------------------ | ------------------ |
| 1993               | Takapuna (Nueva Zelanda) | Medalla de bronce  | Laser Radial       |

| Campeonato Europeo | Campeonato Europeo | Campeonato Europeo | Campeonato Europeo |
| Año                | Lugar              | Medalla            | Clase              |
| ------------------ | ------------------ | ------------------ | ------------------ |
| 1999               | Zadar (Croacia)    | Medalla de bronce  | 470                |